# Genevieve Grotjan Feinstein

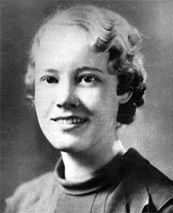
Genevieve Grotjan Feinstein

Genevieve Grotjan Feinstein, geborene Genevieve Grotjan, (* 30. April 1913 in Buffalo, New York; † 10. August 2006 in Fairfax, Virginia) war eine US-amerikanische Mathematikerin und Kryptologin.
Feinstein wollte zunächst Mathematiklehrerin werden und bewarb sich 1939 als Kryptologin für die US-Regierung. Nach dem Bestehen der Tests wurde sie angenommen und arbeitete als Code Girl für den Signal Intelligence Service (SIS) an der Entzifferung von Purple, einer Enigma-ähnlichen Verschlüsselungsmaschine der Japaner für den diplomatischen Dienst. Aufgrund einer Beobachtung von Feinstein gelang 1940 der Gruppe um William Friedman der Einbruch in das Verschlüsselungssystem und die damit übertragenen diplomatischen Nachrichten der Japaner konnten im Zweiten Weltkrieg mitgelesen werden. Danach arbeitete sie weiter an Verschlüsselungsmaschinen für den Armee-Geheimdienst SIS. Nach dem Krieg war sie auch erfolgreich am VENONA-Projekt beteiligt (Entschlüsselung des Nachrichtenverkehrs des KGB in Nordamerika). Sie entwickelte eine Methode, um zu erkennen, wann der Schlüssel wieder verwendet worden war, was den Einbruch in den Code ermöglichte. 1947 nahm sie ihren Abschied und lehrte Mathematik an der George Mason University.
2010 wurde sie in die NSA  Hall of Honor aufgenommen.
Sie heiratete 1943 den Chemiker Hyman Feinstein, der beim National Bureau of Standards arbeitete, und hatte einen Sohn. Ein Preis für Kryptologinnen an der George Mason University ist nach ihr benannt.